# Coleoxestia exotica
Coleoxestia exotica là một loài bọ cánh cứng trong họ Cerambycidae.